# Перестрелло, Рафаэль
Рафаэль Перестрелло (годы деятельности — 1514—1517, точные даты жизни неизвестны) — португальский исследователь, двоюродный брат Филиппы Мониш Перештрелу, жены знаменитого путешественника Христофора Колумба. Более всего известен тем, что первым из европейцев высадился на территории юга современного континентального Китая в 1516 и 1517 годах с целью торговли в Гуанчжоу. Самым же первым португальцем, достигшим юга Китая, был Жоржи Альварес, высадившийся на острове Линтин Дельты Жемчужной реки в мае 1513 года. Рафаэль также был торговцем и капитаном португальского флота во время португальского завоевания Малакки.

## Семейная история

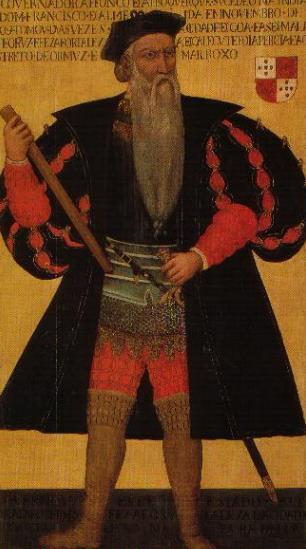
Афонсу де Албукерки, вице-король Португальской Индии, который приказал Перестрелло отправиться в путешествие из Португальской Малакки в Китай под управлением династии Мин.

Филиппо Перестрелло (также известный как Филиппоне Паластрелли), сын Габриэле Паластрелли и его жены мадам Бертолины, был дворянином из итальянского города Пьяченца, который впоследствии переехал со своей женой Катариной Сфорца в Португалию, где жил сначала в Порту, а затем в Лиссабоне, занимаясь торговлей. У Филиппо и Катарины было четверо детей: Рикарте (также известный как Рафаэль), Изабелла (вышедшая замуж за Ареса Анеса де Беже), Бранка (которая родилась от дона Педро де Норохи, четвёртого архиепископа Лиссабона с 1424 по 1452 годы) и Бартоломеу, в будущем — губернатор острова Мадейра, который стал тестем Христофора Колумба, когда тот женился на его дочери Филиппе. Рикарте Перестрелло (р. в 1410 году) стал приором прихода Санта-Маринья в Лиссабоне и имел двоих детей, которых признал своими в 1423 году. Рафаэль Перестрелло — внук упомянутого Рикарте. Отца Рафаэля звали Жоан Лопес Перестрелло.

## Путешествие в Китай
Рафаэль отплыл на корабле из Португальской Малакки в Кантон (Гунаьчжоу), в Южный Китай, в 1516 году, по поручению Афонсу де Албукерки, вице-короля Португальской Индии, дабы установить торговые отношения с Китаем, находившимся в то время под властью династии Мин (в тот период правил император Чжу Хоучжао (годы правления — 1505—1521)). Рафаэль отправился в путешествие с экипажем на малайской джонке, нагрузив её товарами, которые, по его мнению, можно было выгодно продать в Китае, и оставив затем заметки об экономическом потенциале Китая. Эти заметки впоследствии явились основной причиной того, почему другой португальский путешественник, Фернандо Перес де Андраде, в 1517 году отправился не в Бенгалию, как планировал, а именно в Китай. Рафаэль был принят в порту китайскими властями с разрешением вести торговлю с купцами, но двигаться дальше вглубь страны ему было строго запрещено. В 1517 году он снова прибыл с торговой миссией в Кантон.
После Рафаэля Перестрелло Китай посетили многие другие португальцы: аптекарь Томе Перес, а также упомянутый Фернандо Перес де Андраде, фармацевт, купец и дипломат, совершивший своё путешествие по приказу португальского короля Мануэла I (1495—1521). Однако первые торговые и дипломатические португальские миссии в Китай обросли слухами, обвиняющими португальцев в каннибализме в отношении китайских детей, в сочетании с реальными событиями: нарушением португальцами китайских законов, грабежами китайских деревень и похищением женщин, поэтому нередко заканчивались со стороны китайских властей уничтожением либо захватом португальских кораблей, пленением, а иногда и казнью участников миссий. Бывший султан Махмуд-Шах из Малакки, свергнутый португальцами, также направлял в Китай посольство с просьбой помочь в деле изгнания португальцев из Малакки; хотя эта миссия не имела успеха, послам удалось убедить минское правительство во враждебности португальцев, что привело к тому, что после смерти Чжу Хоучжао в 1521 году посольства Андраде и Пиреса не были приняты.
Несмотря на первоначальную враждебность, тем не менее, в 1537 году в Макао было устроено первое постоянное португальское поселение в Китае (первые попытки создать его относятся к 1535 году), а в 1557 году на это даже было получено официальное разрешение китайского правительства, в то время как ежегодные португальские торговые миссии на острове Шанчи стали появляться с 1549 года. Лионель де Суоза, второй губернатор Макао, сумел в значительной степени сгладить напряжённые отношения между китайцами и португальцами в 1550-х годах, особенно после того, как португальцы стали помогать в борьбе с пиратством у берегов Китая.

## Плавание на Суматру

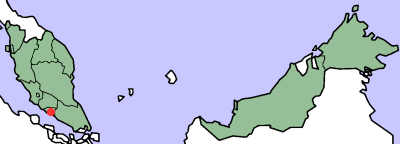
Красная точка на карте обозначает центральную базу Португальской Малакки.

Рафаэль до этого служил капитаном корабля под началом Хорхе Албукерки, молодого кузена Афонсу, который был первым губернатором Малакки и боролся против исламского королевства Пасем на Суматре в 1514 году, желая привести к власти в нём дружественного португальцам правителя. В течение этого времени Рафаэль и его отряд принимали участие в осаде форта и большого острога на Суматре, защищаемого «маврами», и один из солдат Рафаэля по имени Маркос, по мнению историка Жуана ди Барруша, первым взобрался на стену вражеского частокола. В конечном итоге была достигнута победа под этим фортом, означавшая и победу над султаном Пасая (которого португальцы называли «Жейнал»). Албукерки лично контролировал назначение нового правителя и следил за тем, чтобы перец Юго-Восточной Азии португальцам коренные жители продавали по самым низким ценам. Во время второго рейда Албукерки на Бинтане в 1524 году был побеждён султан Махмуд-Шах, вынужденный вследствие этого бежать снова, на этот раз на Малайский полуостров.